# Jefferson County (Arkansas)
Jefferson County is een county in de Amerikaanse staat Arkansas.
De county heeft een landoppervlakte van 2.292 km² en telt 84.278 inwoners (volkstelling 2000). De hoofdplaats is Pine Bluff.

## Bevolkingsontwikkeling

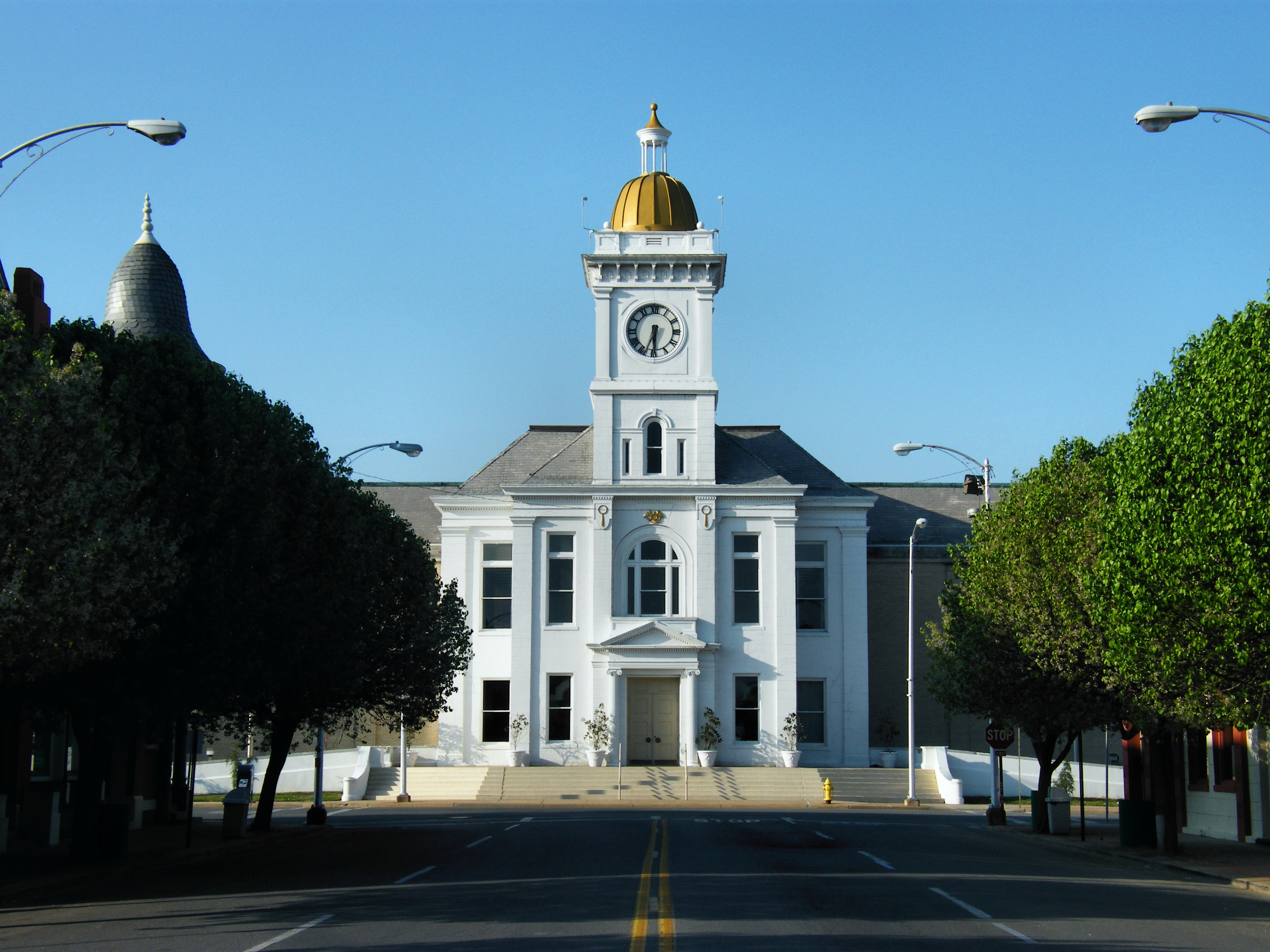
Jefferson County Courthouse